# 758 v.Chr.
Het jaar 758 v.Chr. is een jaartal volgens de christelijke jaartelling.

## Gebeurtenissen

### Assyrië
- Koning Assur-dan III onderdrukt de opstand in Guzana.